# Teple
Teple (en (ucraïnès) Тепле, en rus: Тёплое) és un poble de la República Autònoma de Crimea a Ucraïna, que el 2014 tenia 20 habitants. Pertany al districte de Simferòpol.